# Marta Helmin

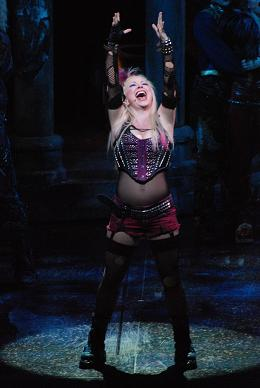
Marta Helmin beim WWRY „No One But You“ 2006 in Zürich

Marta Helmin (* 17. Oktober 1976 in Bromberg, Polen) ist eine deutsche Musicaldarstellerin.

## Leben
Mit sechs Jahren begann Marta Helmin Klavier zu spielen und nahm bereits in jungen Jahren an Musikwettbewerben in Deutschland teil. 1994 und 1995 errang sie erste Preise beim Bundeswettbewerb Jugend musiziert. 1996 begann sie ein Gesangsstudium bei P. Ziethen an der Hochschule für Musik Detmold, Abteilung Münster, das sie nach einem Jahr durch ein Klavierstudium bei C. Rave ergänzte.
Schon während ihres Studiums stand sie in Opernproduktionen (unter anderem als Serpina in La serva padrona von Pergolesi und als Belinda in Purcells Dido und Aeneas) auf der Bühne, als Konzertsolistin wirkte sie unter anderem im Requiem von John Rutter und in zeitgenössischen Produktionen des Kanadiers R. Murray Schafer mit.
Im Oktober 2000 gewann Marta Helmin den ersten Platz des Euregio Vocalistenconcours Wisch in Terborg.
2000 diplomierte sie am Klavier, 2001 schloss sie ihr Gesangsstudium ab.
Als Premierenbesetzung der Nannerl im Erfolgsmusical Mozart! gab sie 2001 in der Neuen Flora (Hamburg) ihr Musicaldebüt. Darauf folgte eine Besetzung als Lisa und als Cover der Sophie beim Musical Mamma Mia!. Anschließend spielte sie am Altonaer Theater den Ulli im Stück Das fliegende Klassenzimmer. In der Operette Wie einst im Mai wirkte Helmin in mehreren Rollen mit. In der Neuaufnahme von Evita des Musical Theaters Bremen spielte sie im Ensemble und als Cover Peróns Geliebte.
Im Jahr 2006 gastierte Marta Helmin für Klavierabende auf dem Kreuzfahrtschiff AIDAblu. Anschließend spielte sie am Altonaer Theater in Sister Soul und im Theater 11 (Zürich) im Musical We Will Rock You. 2008 wechselte sie für das Musical We Will Rock You nach Wien.
Seit 2013 singt Marta Sopran in der Berliner A-cappella-Band ONAIR.
Marta Helmin hat zwei Kinder.

## Rollen (Auswahl)
- We Will Rock You (Zürich) – als Tac, Teacher, Scaramouche und Ozzy
- Mozart! (Neue Flora, Hamburg) – als Nannerl
- Mamma Mia (Operettenhaus, Hamburg) – als Sophie, Lisa und Ensemble
- Das fliegende Klassenzimmer (Altonaer Theater, Hamburg) als Ulli
- Jesus Christ Superstar (Stiftsruine, Bad Hersfeld) – als Ensemble
- Evita (Musical Theater, Bremen) – als Peróns Geliebte und Ensemble
- Wie einst im Mai (Schlossparktheater, Berlin) – als Juliette (und 7 weitere Rollen innerhalb des Stückes)
- Sister Soul (Altonaer Theater, Hamburg) – als Schwester Ignatia